# Le Téléjournal-Alberta
Le Téléjournal Alberta est un bulletin de nouvelles diffusé à la télévision de Radio-Canada en Alberta. L'émission mêle nouvelles provinciales, nationales et internationales. On y présente aussi les nouvelles culturelles, les nouvelles sportives et les prévisions météo. Le bulletin d'une durée de 30 minutes est diffusé du lundi au vendredi et est animé et réalisé par Jean-Emmanuel Fortier. Les week-ends, les Albertains peuvent rester informer grâce à En bref ICI Alberta, un court bulletin d'actualités provinciales d'une durée de 5 minutes qui est diffusé avant les Téléjournaux nationaux de 18h et 22h. Ce bulletin est animé par Michaël Bédard.

## Journalistes-présentateurs
- Jean-Emmanuel Fortier, chef d'antenne et réalisateur (semaine)
- Lyssia Baldini, journaliste aux arts et divertissement
- Patrick Henri  , journaliste aux sports
- Jules Desjarlais, journaliste à la météo
- Anne-Julie Têtu, journaliste à la météo
- Adnan Mohamad, fureteur franco-albertain
- Laurent Pirot, correspondant parlementaire
- Mirna Djukic, journaliste
- Danielle Kadjo, journaliste
- Nafi Alibert, journaliste
- Audrey Neveu, journaliste
- Charlotte Dumoulin, journaliste
- Andréanne Williams, journaliste
- Stéphanie Rousseau, journaliste
- Axel Tardieu, vidéojournaliste
- Vincent Bonnay, vidéojournaliste
- Émilie Vast, vidéojournaliste
- Didier Gbetie, mise en ondes
- Xavier Gauvin, réalisateur à la mise en ondes
- Sylvain Bascaron, rédacteur en chef